# Tecia albinervella
Tecia albinervella är en fjärilsart som beskrevs av Jean-Jacques Kieffer och Jörgensen 1910. Tecia albinervella ingår i släktet Tecia och familjen stävmalar. Inga underarter finns listade i Catalogue of Life.